# Josep Maria Flotats
Josep Maria Flotats Picas (Barcelona, 12 de enero de 1939) es un actor y director de teatro español.

## Biografía
Sus inicios fueron, en la adolescencia, como actor aficionado en varias obras, con la Asociación Dramática de Barcelona.
Su debut se produjo durante la temporada 1957-58, en el Teatro Guimerà de Barcelona, con Les maletes del senyor Bernet, de la Compañía de Lluís Orduna. Su caché era de cien pesetas al día, y hacía doce funciones a la semana.
Se formó en la Escuela Nacional Superior de Arte Dramático de Estrasburgo, (más tarde denominada Théâtre national de Strasbourg), durante los años 1959-1961. Accedió a esta escuela mediante una beca que le concedieron en el Consulado francés de Barcelona, y que crearon especialmente para él, después de insistir durante nueve meses, a diario.
En 1967, pasa a formar parte del Théâtre National Populaire (TNP).
En 1968, se incorpora como primer actor en la nueva compañía del Théâtre de la Ville, fundada por Jean Mercure, cuya inauguración oficial se realizó con la obra Mucho ruido y pocas nueces.
En 1981, el 1 de enero, ingresó en la Comédie Française, de la cual fue nombrado "Societaire", en diciembre de 1982. Nunca ha dejado de relacionarse con Francia, que siempre le ha considerado un "hijo adoptivo". Prueba de ello es que, en 1995, recibió la Legión de Honor francesa, la máxima distinción cultural del país.
Hasta 1983 no regresó a Barcelona, con una representación de Don Juan de Molière, el 23 de abril de 1983, en el Gran Teatro del Liceo de Barcelona, en el cual interpretaba el papel de don Juan.
En 1984, se instala definitivamente en Barcelona. Funda su propia compañía, Compañía Flotats, con la que interpretó obras como Cyrano de Bergerac, pero también empieza a desarrollar su faceta de director en piezas como Lorenzaccio, o Una jornada particular. En el Teatro Poliorama de Barcelona programa con regularidad. Durante esos años también actúa con obras del teatro clásico catalán como Tierra baja, que se emite por la televisión.
De forma paralela, desarrolla el proyecto del Teatro Nacional de Cataluña, por el cual se interesa la Generalidad de Cataluña, pidiéndole que lo ponga en marcha.
En 1994, con el espectáculo Cal dir-ho, celebra el décimo aniversario de la Compañía y se despide del Teatro Poliorama, para incorporarse al futuro Teatro Nacional de Cataluña, en fase avanzada de construcción.
En 1995, es nombrado por Real Decreto Fundador y Primer Director del Teatro Nacional de Cataluña y dirige la creación de los equipos técnicos, administrativos y artísticos. Programa las tres primeras temporadas y coordina y supervisa la última fase de construcción y equipamiento del TNC.
El 12 de noviembre de 1996 tiene lugar la presentación oficial de la Compañía del Teatro Nacional de Cataluña, (TNC), en la Sala de Tallers, con la obra Àngels Amèrica, mientras se termina la construcción de la Sala Gran, cuya presentación oficial es el 14 de octubre de 1997 con la obra La Gavina, aunque previamente ésta había sido inaugurada el 11 de septiembre, con la obra L'Auca del Senyor Esteve, dirigida por Adolfo Marsillach.
Su dirección no estuvo exenta de críticas. Fue acusado por medios de comunicación y por parte de los propios compañeros de profesión de hacer una gestión del teatro partidista y politizada. Fue destituido del cargo por el Conseller Pujals, el 23 de septiembre de 1997, apenas unos días después, de que aquel Proyecto para un Teatro Nacional, que había recogido en un libro, se hiciera realidad. La sociedad civil se manifiesta a favor de Flotats con numerosas actuaciones, por ser víctima de acoso laboral. Desde su marcha la programación del teatro clásico queda apartada, así como la del teatro artístico e intelectual.
El 31 de julio de 1998 se marcha del TNC. Se traslada a vivir a Madrid, donde creó su propia productora teatral, que primero denominó «Yasmina Producciones Artísticas S.L.» y actualmente es conocida como «Taller 75 S.L.».
En otoño de 1998 dirigió e interpretó la comedia Arte, aplaudida por crítica y público y considerada un auténtico fenómeno teatral, al permanecer en cartel durante dos años y medio.
En 2001, debuta como director de escena en el Teatro Real de Madrid con la ópera de Mozart, Così fan tutte, que posteriormente también dirigiría en el Gran Teatro del Liceo de Barcelona en 2003.
El 16 de septiembre de 2005, participa en el Festival de Ambronay, recitando los textos de la obra Las Músicas del Quijote, dirigida e interpretada por Jordi Savall y su grupo, Hespèrion XXI. El espectáculo volvió a representarse en París, en la Sala Gaveau, el 25 de junio de 2007.
En 2006 participa en el documental El hombre que caminó mirando las estrellas. José Tamayo, un homenaje a dicho director de teatro, dirigido por Carlos Duarte.
En mayo de 2006 se estrena, en la Sala Beckett de Barcelona, Rosencrantz y Guidenstern han muerto, dirigida por Oriol Broggi, en la que puede escucharse su voz en off durante la obra.
En noviembre de 2006 participa en el Primer Foro España-Francia de la sociedad civil, organizado conjuntamente por la Fundación CIDOB y VEOLIA Environnement, a petición de los Presidentes Chirac y Zapatero.
El 12 de febrero de 2007 participa en Diálogos en La Pedrera en torno a la obra El somrís del mariner, escrita por Vincenzo Consolo y que había sido traducida al catalán por Alexis Eudald Solà. El acto fue un homenaje al traductor, fallecido el año anterior.
El 19 de marzo de 2007 realiza en el Círculo de Bellas Artes de Madrid una lectura de textos literarios francófonos organizada por las Embajadas de Francia, Suiza y Canadá bajo el título Recuerdos de la infancia, de los autores Marcel Proust, Anne Hébert, Jorge Semprún, Gaston-Paul Effa y Tahar Ben Jelloun.
El 18 de septiembre de 2007 estrena Stalin en el Teatro Tívoli de Barcelona. Basada en la novela Una ejecución ordinaria de Marc Dugain, es una adaptación para el teatro de su primer capítulo, realizada por él mismo. Comparte escenario con los actores Carmen Conesa, Pere Eugeni Font, Pep Sais, Pepa Arenós, Francesc Pujol, Vladimir Lukin, Alexander Korotkov; los productores son Anexa, Abel Folk y La Projectora.
Es primero estrenada en catalán a nivel mundial, para, tras su paso por Barcelona y una gira por Cataluña, abordar más tarde la versión en castellano. Durante la temporada de representación de esta obra, Flotats cumpliría cincuenta años en los escenarios.
En septiembre de 2007 se constituye la alianza cultural «Demon» entre España y Francia, de la que forma parte, y que «fomentará el conocimiento entre los dos países», proponiendo «la cooperación y colaboración entre productores y artistas franceses y españoles».
En noviembre de 2007 participa en la campaña publicitaria de Repsol-YPF recitando en catalán los versos del poema If, de Rudyard Kipling, sobre la música Call to Arms, perteneciente a la banda sonora original de la película Glory e interpretada por James Horner. El anuncio está apoyado con fotografías de alta carga emocional, extraídas de distintos momentos reales de la competición protagonizados por sus pilotos. La duración es de 90 y 60 segundos, un formato poco habitual. Ha sido realizada por Young & Rubicam.
A finales del año 2007 participa en un documental que narra y recrea la vida de Blai Bonet, un homenaje en el décimo aniversario de su muerte.
El 27 de marzo de 2008 participa en la 2ª Primavera Francófona de Barcelona 2008, organizada por el Instituto Francés de Barcelona, con una lectura dramatizada de textos de Sacha Guitry. Él mismo explicaba su participación como agradecimiento por lo que el Instituto Francés le había dado, que había sido todo, ya que pudo estudiar teatro en Francia gracias a una beca que le concedieron.
El 22 de enero de 2009 estrena, en el Teatro Español de Madrid, La conversación de M. Descartes con M. Pascal joven, de Jean Claude Brisville, que dirige e interpreta, siendo su compañero de reparto Albert Triola; la traducción es de Mauro Armiño y la iluminación corre a cargo de Albert Faura. El argumento es el encuentro que se produjo entre ambos filósofos el 24 de septiembre de 1647 y su supuesta conversación, durante la que ambos descubren lo opuestos que son y las distintas visiones que tienen de la vida.
El 6 de mayo de 2009 participa, junto a Francesc Morfulleda, Renata Lavagnini y Àlex Susanna, en Diálogos en La Pedrera de Caixa Catalunya, en Barcelona. En ella realizó una lectura de poemas Konstantin Kavafis,(1863-1933), en el marco de la conferencia La recepción de Kavafis en Cataluña.

## Obras de teatro, en España
- Ser-ho o no. Per acabar amb la qüestió jueva (2015), de Jean-Claude Grumberg. Director e intérprete junto a Arnau Puig. Teatre Lliure de Barcelona.[2]
- El juego del amor y del azar (2014), de Pierre de Marivaux. Director. Producción de TNC.[3]
- Stalin (2007), de Marc Dugain. Director, actor y productor. Teatro Tívoli de Barcelona.
- La cena (2004),  de Jean Claude Brisville. Director, actor y productor. Teatro Bellas Artes de Madrid. Gira por España.
- París 1940 (2002),  de Louis Jouvet.  Director, actor, versión y productor.  Teatro Bellas Artes de Madrid. Gira por España. Teatro Tívoli de Barcelona.
- Arte (1998),  de Yasmina Reza.  Director, versión, productor y actor. Teatro Marquina de Madrid. Gira por España. Teatrp Tívoli de Barcelona.
- La gavina (1997),  de Anton Chejov.   Director y actor. Compañía TNC de Barcelona.
- Àngels a Amèrica (1996),  de Tony Kushner. Compañía TNC de Barcelona.
- Cal dir-ho (1994),  de Eugène Labiche.  Director y actor. Compañía Flotats. Teatro Poliorama de Barcelona.
- Tot assajant Dom Juan (1993),  de Louis Jouvet y Brigitte Jaques. Director y actor. Compañía Flotats. Teatro Poliorama de Barcelona.
- Don Quijote: Fragmentos de un discurso teatral (1992), de Mauricio Scaparro y Rafael Azcona. Actor. Director: Mauricio Scaparro. Gira Internacional Nueva York, España, Italia. Producción Expo de Sevilla'92. Teatro Tívoli de Barcelona. Teatro María Guerrero de Madrid.
- Cavalls de mar (1992), de Josep Lluis y Rodolf Sirera.  Director. Compañía Flotats. Teatro Poliorama de Barcelona.
- Ara que els ametllers ja estan batuts (1990). Creado e interpretado basándose en la narrativa de Josep Pla. Compañía Flotats. Teatro Poliorama de Barcelona. Gira por Catalunya y Frankfurt. Teatro María Guerrero de Madrid.
- El misàntrop (1989), de Molière.  Director y actor. Compañía Flotats. Teatro Poliorama de Barcelona. Teatro Español de Madrid.
- Lorenzaccio (1988), de Alfred de Musset. Director y actor. Compañía Flotats. Teatro Poliorama de Barcelona. Teatro Español de Madrid.
- El dret d'escollir (1987), de Brian Clark. Director y actor.  Compañía Flotats. Teatro Poliorama de Barcelona
- Infantillatges (1986), de Raymond Cousse. Director. Compañía Flotats. Teatro Poliorama de Barcelona.
- Per un sí o per un no (1986), de Nathalie Sarraute.  Director y actor. Compañía Flotats. Teatro Poliorama de Barcelona
- El despertar de la primavera (1986), de Frank Wedekind.  Director y actor. Compañía Flotats. Teatro Poliorama de Barcelona.
- Cyrano de Bergerac (1985), de Edmond Rostand. Actor. Dirección: Mauricio Scaparro. Compañía Flotats. Teatro Poliorama de Barcelona. Teatro Pavón de Madrid.
- Una jornada particular (1984), de Ettore Scola. Director y actor. Compañía Flotats. Teatro Poliorama de Barcelona.
- Eduardo II (1978), de  Christopher Marlowe.
- Les maletes del Senyor Bernet (1957), de Claude Magnier. Debut profesional. Dirección Lluís Orduna. Compañía Lluís Orduna. Teatro Guimerà de Barcelona.

## Obras de teatro, en Francia
- La seconde surprise de l'amour (1983), de Marivaux.  Dirección:  Jean-Pierre Miquel. Comédie-Française, París.
- Intermezzo  (1983), de Jean Giraudoux. Dirección: Jacques Seyres. Comédie-Francaise. París.
- Le bourgeois gentilhomme (1981), de Molière.  Dirección: Jean-Laurent Cochet. Comédie-Française. París.
- Dom Juan (1981), de Molière.  Dirección: Jean-Luc Boutté. Comédie-Française. París.
- Les caprices de Marianne (1981), de Alfred de Musset.  Dirección: François Beaulieu. Comedie-Française. París.
- Andromaque (1981), de Jean Racine.  Dirección: Patrice Kerbrat. Comédie-Française. París.
- Sertorius (1981), de Corneille.  Dirección: Jean-Pierre Miquel. Comedie-Française. París.
- Un drôle de vie (1979), de Brian Clark. Dirección: Michel Fagadu. Théâtre Antoine. París.
- Zadig ou la destinée (1978), de Voltaire. Dirección: Jean-Louis Barrault. Compagnie Renauld-Barrault. Théâtre d'Orsay. París.
- En attendant Godot (1977) de Samuel Beckett. Dirección: Otomar Krejca. Les Tréteaux de France. Festival de Aviñón (Palacio de los Papas)
- Dom Juan, de Molière (1977). Dirección: Andreas Voutsinas. Les Tréteaux de France. París y gira por Francia.
- La guerre de Troie n'aura pas lieu (1976) de Jean Giraudoux. Dirección: Jean Mercure. City Center Théâtre Nueva-York y Montreal,Otawa,Toronto y Quebec.
- Les brigands (1976), de Schiller. Dirección: Anne Delbée. Théâtre de la Ville. París.
- Le genre humain (1975) de Jean-Edern Hallier. Dirección: Henri Ronse. Théâtre Espace Cardin. París.
- Don Juan ou l'homme de cendres (1975) de André Obey. Dirección: Jean-Pierre André. Festival de Vaison-La Romanie.
- Othello (1975), de Shakespeare. Dirección: Georges Wilson. Théâtre de l'Est Parisien y Festival de Aviñón (Palacio de los Papas)
- La création du monde et autres business (1974), de Arthur Miller. Dirección: Jean Mercure. Théâtre de la Ville. París.
- Le long voyage vers la nuit (1972) de Eugene O'Neill. Dirección: Geroges Wilson. Théâtre de l'Atelier. París.
- Le Cid (1972) de Corneille. Dirección: Denis Lorca. Théâtre de la Ville. París.
- Les possédés (1971) de Fiódor Dostoyevski. (Versión de Albert Camus). Dirección: Jean Mercure. Théâtre de la Ville. París.
- La guerre de Troie n'aura pas lieu (1971) de Giraudoux. Dirección: Jean Mercure. Théâtre de la Ville. París. Festival de Aviñón (Palacio de los Papas) y gira por URSS (Moscú y San Petersburgo).
- Early morning' (1970) de Edward Bond. Dirección: Georges Wilson. TNP. París. Festival de Aviñón (Palacio de los Papas).
- L'illusion comique (1969) de Corneille. Dirección: Georges Wilson. TNP. París.
- Oedipe Roi (1969) de Sófocles. Dirección: Rafael Rodrigues. Théâtre de la Ville. París.
- Pizarro et le soleil (1969), de Peter Shaeffer. Dirección: Jean Mercure. Théâtre de la Ville. París.
- Six personnages en quête d'auteur (1968) de Luigi Pirandello. Dirección: Jean Mercure. Théâtre de la Ville. París.
- (1968) Beaucoup de bruit pour rien de Shakespeare. Dirección: Jorge Lavelli.
- L'illusion comique (1967), de Corneille. Dirección: Georges Wilson. TNP. París y Festival Internacional de Zúrich.
- Petit Malcom contre les eunuques (1966) de David Haliwell. Dirección: Jacques Rousseau. Théâtre des Arts. París.
- La bonne âme de Setchouan  (1966) de Bertolt Brecht. Dirección: René Allio. Théâtre de la Region Parisiene.
- Le cercle de craie caucasien  (1965) de Bertolt Brecht. Dirección: René Allio. Théâtre de la Commune d'Aubervilliers.
- Aurélie (1965) de Egérie Mavraki. Dirección: Jorge Lavelli. Théâtre de L'Oeuvre. París.
- Victor ou les enfants au pouvoir (1964) de Roger Vitrac. Dirección: Jean Anouihl. (Productions d'Aujourd'hui). Gira por: Francia, Bélgica, Alemania, Italia, Suiza y Marruecos.
- Mille francs de récompense (1962)-(1963) de Victor Hugo. Dirección: Hubert Gígnoux. Comédie de l'Est. Strasbourg.
- La Mégère apprivoisée (1962)-(1963) de Shakespeare. Dirección: André Jaunnot. Comédie de l'Est. Strasbourg.
- Six personnages en quête d'auteur (1962)-(1963) de Luigi Pirandello. Dirección: Pierre Lefebvre. Comédie de l'Est. Strasbourg.
- Horace (1962)-(1963)de Pierre Corneille. Dirección: Hubert Gígnoux. Comédie de l'Est. Estrasburgo.

## Filmografía
- El hombre que caminó mirando las estrellas. José Tamayo (2006), de Carlos Duarte.
- Boca a boca (1995), de Manuel Gómez Pereira.
- Promenades d'été (1992), de René Féret.
- ¡Jo, papá! (1975), de Jaime de Armiñán.
- Pim, pam, pum... ¡fuego! (1975), de Pedro Olea.
- Aloïse (1975), de Liliane de Kermadec.
- L'important c'est d'aimer (1975), de Andrzej Zulawski.
- L'araignée d'eau (1971), de Jean-Daniel Verhaegue.
- L'amour (1970), de Richard Balducci.
- Tante Zita (1968), de Robert Enrico.
- La guerre est finie(1966), de Alain Resnais.
- Les anges exterminés(1966), de Michel Mitrani.

## En televisión
- Les visiteurs (1980). Director: Michel Wyn.
- Dom Juan (1978). Director: Arcady.
- Dom Juan ou l'homme de cendres (1976). Director: Guy Lessertisseur
- Plus amer que la mort (1975). Director: Michel Wyn.
- Deuil sied à Electre (1974). Director: Maurice Cazenauve.
- Le petite Catherine (1972). Director: Lazare Iglesis.
- Les rois maudits (1972). Director: Claude Barma.
- Les frères Karamazov (1969) . Director: Marcel Bluwal.
- Sarn (1968). Director: Claude Santelli.
- Salle nº 8 (1967). Director: Jean Dewever y Robert Guez.

## Premios
- Prix Gerard Philipe, 1970 París. "Premio al mejor actor" por "La Guerre de Troie n 'Aura pas Lieu" de Jean Giradoux. Théâtre de la Ville. París.
- Prix de la Critique Française, 1980 (Premio Molière en la actualidad) "al mejor actor del año" por "Une Dròle de Vie" de Bryan Clark. Théâtre Antoine. París.
- Premi Nacional d'Interpretació de la Generalitat de Catalunya 1985 por Cyrano de Bergerac.
- Fotogramas de Plata, 1987 Concedido por Cyrano de Bergerac.
- Premio Nacional de Teatro, 1989 Concedido por el Ministerio de Cultura por su labor teatral realizada con la Compañía Flotats.
- Premi de la Crítica de Barcelona, temporada 1992-1993 al millor actor per Tot assajant “Dom Joan”.
- Premio de la Agrupación Dramática de Barcelona,1999 Concedido por "su gran honestidad personal y profesional como actor, como director, como promotor".
- Premio de la Cultura de la Comunidad de Madrid, 2002
- Premio de las Artes Escénicas de Castilla-La Mancha

- Premios obtenidos por ARTE
  - Cuatro Premios Max de la SGAE 1999. Mejor espectáculo teatral, productor, director,traductor/adaptación.
  - Premio de la Unión de Actores al mejor actor 1998.
  - Premio Fotogramas de Plata 1999.Mejor actor
  - Premio Ancora-Premio Oasis 1999
  - Premio Cambio 16 1999
  - Premio Mayte 1999
  - Premio Teatro Arriaga 2000
  - Premio El Ojo Crítico de Honor de RNE, 1999

- Premios obtenidos por París 1940
  - Tres Premios Max de la SGAE 2003. Mejor espectáculo teatral, director, traductor/adaptación.
  - Premio Unión de Actores al mejor actor 2002
  - Premio Ricardo Calvo de la Villa de Madrid 2003
  - Premio Ercilla. Mejor creación dramática 2003

- Premios obtenidos por La Cena
  - Premio Max de la SGAE 2005. Mejor director.
  - Premio Telón de Chivas 2005. Mejor director.
  - Premio de la Asociación de Amigos del Teatro de Valladolid 2006.
  - Premio Ercilla 2007. Nominación al mejor actor.
  - Premio Mayte de Teatro, de Cantabria.

## Condecoraciones
- Orden de las Artes y las Letras Otorgada por el Gobierno francés
- Legión de Honor Impuesta por el Presidente de la República Francesa, François Miterrand. En cuya entrega,comentó:"A caballo entre Francia y España, a ambos lados de la frontera, el arte tiene mucho que agradeceros, por eso os nombro Caballero de la Legión de Honor"
- Medalla de Oro al Mérito en las Bellas Artes Otorgada por Su Majestad el rey Juan Carlos I de España.
- Creu de Sant Jordi (1982), otorgada por el presidente de la Generalidad de Cataluña.

## Curiosidades
- Domina con total fluidez los idiomas español, francés y catalán. Se defiende con el inglés y el italiano.